# Storstrejken 1909 (Sverige)
Storstrejken (eller Storstrejken 1909) var svensk generalstrejke som foregik mellem 4. august og 4. september 1909. Dette var den første store konflikten mellem den svenske fagbevægelses Landsorganisationen i Sverige (LO) og arbejdsgiverforeningen de svenske arbejdsgivere (SAF)
Lavkonjunkturen blev hård for mange mindre virksomheder og SAF ønsket derfor lønnedgang. For at presse dette krav gennem blev der gennemført lockout for 80-000 ansatte indenfor tekstil, savbrug, og papirindustrien. LO svarede med strejke på alle områder, som omfattede 300.000 ansatte over hele landet. Arbejdsgiverne anslås at have tabt 25 millioner svenske kroner på strejken.
Strejkekasserne var på dette tidspunkt dårligt økonomisk stillede og LO var efter en måned tvunget til at afblæse strejken. Dette førte til en masseflugt blandt fagbevægelsen medlemmer, halvdelen forsvandt i løbet af kort tid. Nogen fandt vejen til det nyetablerede SAC.
Arbejdsgiverne benyttede også anledningen til at opsige 20.000 ansatte, noget som kun bidrog til større medlemsnedgang for LO, fordi medlemmerne måtte melde sig ud af LO for at få et nyt job. Et andet resultat af konflikten var en øget udvandring fra Sverige til USA.
| Erhverv og erhvervsliv | Spire Denne artikel om erhverv, erhvervsliv og arbejdsmarked er en spire som bør udbygges. Du er velkommen til at hjælpe Wikipedia ved at udvide den. |